# Google Chat
Google Chat ist ein Onlinedienst zur Kommunikation des US-amerikanischen Unternehmens Google.
Zusammen mit Google Meet ersetzt er seit März 2022 Google Hangouts.

## Funktion
Google Chat bietet Direktnachrichten und Team-Chaträume, ähnlich wie die Konkurrenten Slack und Microsoft Teams, zusammen mit einer Gruppennachrichtenfunktion, die die gemeinsame Nutzung von Google-Drive-Inhalten (wie Google Docs, Sheets, Slides und Forms) ermöglicht.

## Geschichte

Logo von Google Chat von Oktober 2020 bis November 2023

Als Ersatz für Googles bisherigen Kommunikationsdienst Google Hangouts wurde Google Hangouts Chat veröffentlicht. Im April 2020 wurde dieser Dienst umbenannt in Google Chat.
Anfangs stand Google Chat nur Google-Workspace-Nutzern zur Verfügung, seit März 2021 können den Dienst alle Nutzer mit einem Google-Konto kostenlos verwenden.